# ویکو سالمین
ویکو سالمین (انگلیسی: Veikko Salminen؛ زادهٔ ۱۲ اوت ۱۹۴۵) ورزشکار ورزش شنا اهل فنلاند است.
وی در مسابقات کشوری و بین‌المللی در مجموع برندهٔ ۱ مدال برنز شده‌است.